# Yehuda Levin

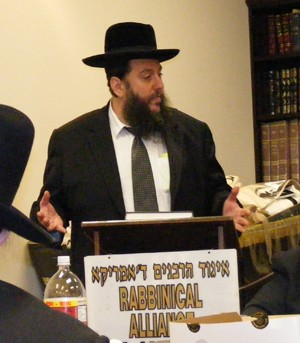
Levin participando en una conferencia de la Igud Harabbonim en la Khal Mevakshei Hashem.

Yehuda Levin (Nueva York, 1954) es un rabino estadounidense fundador de la Congregación Mevakshei Hashem (Aquellos que Buscan al Señor) en Flatbush, un vecindario de Brooklyn, Nueva York.

## Creencias y actividades políticas
Como judío, Levin se adscribe al Judaísmo ortodoxo y se opone al movimiento pro-derecho de los homosexuales y al aborto.
Levin es también miembro del comité consultivo de la organización
Judíos Contra Difamación Anticristiana. Esto lo llevó a apoyar la candidatura de Pat Buchanan para la presidencia de Estados Unidos en 1996.
Por años Levin fue representante especial de la Unión de Rabinos Ortodoxos de América y Canadá y de la Alianza Rabínica de América, grupos al que están afiliados unos 800 rabinos de Estados Unidos y Canadá, y que representan cerca de 2 millones de judíos tradicionalistas y ortodoxos alrededor del mundo.
El rabino Levin asiste anualmente a la Marcha por la Vida —marcha en protesta contra la despenalización del aborto en Estados Unidos— que se lleva a cabo el 22 de enero de cada año en Washington D. C. en el aniversario del Caso Roe contra Wade.
Levin estuvo involucrado en la cancelación de un desfile del orgullo gay que estuvo por desarrollarse en Jerusalén. Levin apoyó el uso de la desobediencia civil contra el planeado desfile diciendo:

Juro que aquí va a correr sangre.

Para detener el mencionado desfile, Levin consiguió el apoyo del líder religioso musulmán jeque Ibrahim Hassan.
Levin criticó que el senador Joe Lieberman fuese presentado como un judío de acendrados valores morales cuando fue elegido como candidato a vicepresidente de los Estados Unidos en 2000 por parte del Partido Demócrata, siendo que el senador apoyaba el aborto.
Yehuda Levin, discípulo del rabino Avigdor Miller, ha recibido elogios de algunos rabinos ortodoxos por defender la ortodoxia del judaísmo.

## Levin y su relación con el cristianismo
El rabino Levin promueve la cooperación entre el judaísmo ortodoxo y las distintas denominaciones cristianas conservadoras, para oponerse al movimiento pro derecho de los homosexuales y contra el aborto.   En este sentido el rabino Levin ha colaborado por años con las distintas Iglesias Evangélicas de Estados Unidos.
En relación con el levantamiento de la excomunión de los obispos de la Fraternidad San Pío X, el rabino Levin expresó que apoyaba la decisión del papa Benedicto XVI diciendo que:

...Yo comprendo la totalidad de la situación, la cual es que la Iglesia Católica tiene un problema. Existe una poderosa facción de izquierda de la Iglesia que está haciendo un inconmensurable daño a la fe.

Levin dice que entiende perfectamente por qué la reconciliación es vital para luchar contra el aborto y el movimiento homosexual.

Entiendo que es muy importante llenar las bancas de la Iglesia Católica no con católicos sólo de nombre ni con izquierdistas que están ayudando a destruir la Iglesia Católica y corromper los valores de la Iglesia Católica. Esta corrupción tiene efectos de desgaste en cada comunidad religiosa en todo el mundo.

Levin dice que el Papa está permitiendo el regreso de los tradicionalistas porque ellos tienen muchas cosas importantes para contribuir en la comunidad católica.
En relación con las declaraciones del obispo Richard Williamson acerca del Holocausto, Levin dijo:

Ahora, si en el proceso se incluye inadvertidamente a alguien que es una persona prominente en el movimiento qy ue a menudo dice cosas muy extrañas acerca del Holocausto ¿es ésta razón para vaciar la bañadera con el bebé dentro y comenzar a condenar al Papa Benedicto? Definitivamente no.

Otros hechos:
- En la década de 1980, cuando el cardenal John O’Connor fue designado arzobispo de Nueva York, una ola de críticas surgió en los medios de comunicación por una declaración previa de O’Connor en la que había hecho un paralelo entre el aborto y el Holocausto. El rabino Levin salió en defensa del cardenal diciendo que O’Connor intentaba echar luz acerca de los millones de vidas que se sacrificaban cada año por causa del aborto.[4]
- Cuando el sacerdote Católico Paul Marx de Human Life Internacional señaló que muchos judíos estaban involucrados de manera individual y organizadamente en el movimiento a favor del aborto, Marx fue acusado de antisemita. En esa oportunidad Levin salió en su defensa diciendo que el sacerdote era amigo y aliado de la comunidad judía.[4]
- En 2000 ciertos sectores secularistas intentaron que a la Santa Sede le fuese retirado el estatus de observador en las Naciones Unidas. Levin tomó parte en una conferencia de prensa apoyando la presencia de la Iglesia Católica, y dijo que era indispensable la presencia de ésta en las Naciones Unidas para el bien de la salud política y moral de la organización. La Santa Sede conservó el estatus de observador.[4]
- El 14 de mayo de 2007, 1.7 millones de personas se concentraron en la plaza frente a la Archibasílica de San Juan de Letrán, Roma, para protestar por la legalización de los matrimonios homosexuales. El rabino Levin participó en dicha manifestación y dijo:[4]

El intento de convertir Tierra Santa en un lugar propicio para los  homosexuales, con desfiles sacrílegos en Jerusalén, es una afrenta a todas las religiones, así como las constantes arremetidas de los homosexuales en las adyacencias mismas del Vaticano, como así lo demostraron las depravadas celebraciones homosexuales en Roma en el año 2000, y ahora nuevamente con esta malvada legislación, es una calculada campaña que se ha lanzado en todo el mundo en un intento de socavar la religión, los valores religiosos y los líderes religiosos.